# Sznycel wiedeński

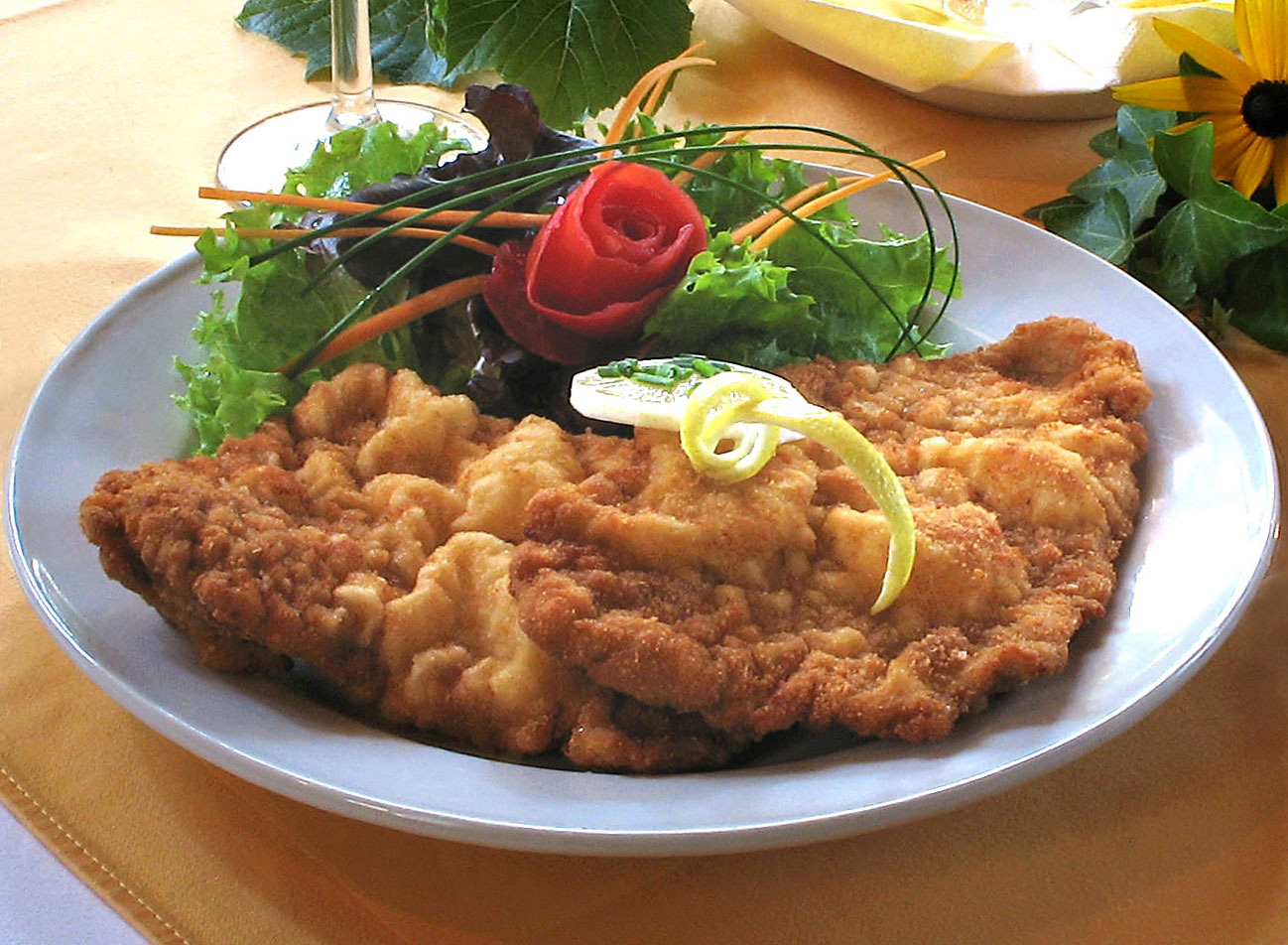
Sznycel wiedeński z przybraniem

Sznycel wiedeński (niem. Wiener Schnitzel) – danie typowe dla kuchni austriackiej (wiedeńskiej), płat cielęciny panierowanej w bułce tartej, usmażony na maśle i podany z garnirowaniem. Tradycyjnym uzupełnieniem jest sałatka ziemniaczana albo ziemniaczane purée z dodatkami.

## Charakterystyka
Oryginalnie przyrządzony sznycel wiedeński to płat z cielęcego udźca (frykando) lekko rozbity zwilżonym tłuczkiem dla uformowania sporych, krągłych lub owalnych sznycli. Po posoleniu i posypaniu pieprzem zostają one obtoczone w mące i zanurzone w rozbełtanym jajku oraz w tartej bułce, utwierdzonej ściskiem dłoni. Tak przygotowane mięso smażone jest na patelni w dużej ilości tłuszczu, do którego pod koniec dodaje się sklarowane masło. Usmażony na kolor złocisty sznycel garnirowany jest plasterkiem cytryny oraz grudką masła posypanego albo wymieszanego z posiekaną natką świeżej pietruszki. Oprócz ziemniaków można go podawać z sałatą, mizerią, marchewką bądź zielonym groszkiem.

## Obce odmiany i adaptacje
Zbliżony nazwą jest „sznycel po wiedeńsku” przyrządzany jednak z wieprzowiny lub drobiu. Nazwa „wiedeński” jest chroniona prawem austriackim. Oryginalny sznycel wiedeński przygotowuje się z cielęciny, podrabiany (ze względu na cenę mięsa) – z mięsa wieprzowego (schab) lub drobiowego. Dlatego stosowane nazewnictwo jest skrupulatnie kontrolowane przez austriacki organ nadzoru (Aufsichtsbehörde). Nazwa oryginalna to Wiener Schnitzel, natomiast drobiowy czy wieprzowy nosi nazwę Schnitzel Wiener Art (sznycel po wiedeńsku, w stylu wiedeńskim).
W Polsce sznycel po wiedeńsku podaje się z sadzonym jajkiem, co zasadniczo jest garnirowaniem stosowanym do dania zwanego sznyclem holsztyńskim (Holsteiner Schnitzel).
W Argentynie podawana jest podobna potrawa o nazwie milanesa, często serwowana z frytkami lub z ubitymi ziemniakami.